# Elsk din næste
Elsk din næste er en dansk/tysk film fra 1967 instrueret af Egil Kolstø efter manuskript af Willy Breinholst og Egil Kolstø efter Breinholsts roman.

## Handling
Sven Gjeholm er kommerciel pornoforfatter, han går i den grad op i sit forfatterskab, at han helt glemmer, at sexliv også kan praktiseres i det virkelige liv, hvilket går ud over hans søde, unge livsledsagerske, Brit. Takket være en pågående presse og nysgerrige, kvindelige beundrere, tvinges Sven til Norge for at få arbejdsro. I det lille norske landsbysamfund er man ikke begejstrede for at have fået den kontroversielle gæst, og det afstedkommer megen påstyr.

## Medvirkende
Blandt de danske medvirkende kan nævnes:
- Ghita Nørby
- Dirch Passer
- Carl Ottosen
- Vivi Bak
- Karl Stegger
- Paul Hagen
- Kai Holm
- Axel Strøbye
- Ove Sprogøe
- Poul Bundgaard
- Hans W. Petersen
- Tove Maës
- Edouard Mielche
- Hanne Løye
- Mogens Brandt
- Ole Dixon